# Кёльрейтерия изящная
Кёльрейтерия изящная (лат. Koelreuteria elegans) — вид деревьев рода Кёльрейтерия семейства Сапиндовые (Sapindaceae).

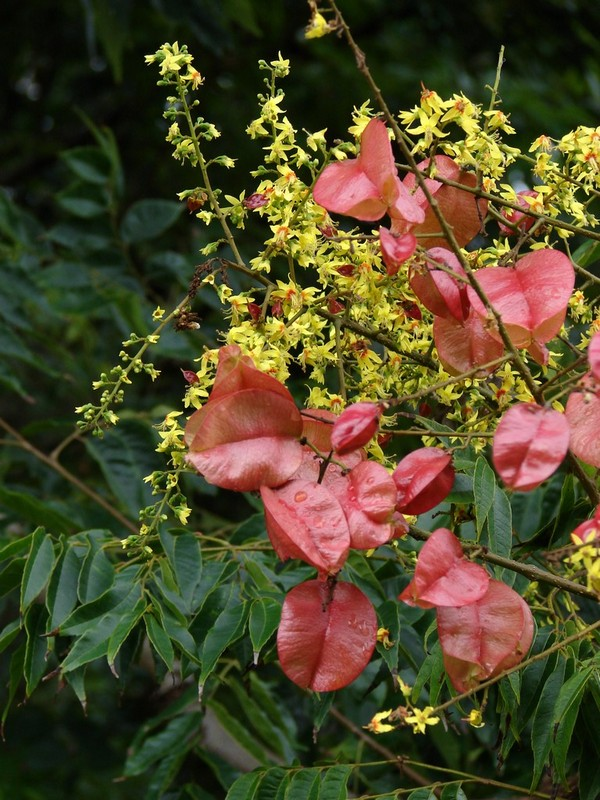

## Ботаническое описание
Дерево высотой до 15—20 метров.
Цветки размером около 2 см, с пятью лепестками жёлтого цвета, в метельчатых соцветиях.
Цветение длится с начала до середины лета.
Плод — трёхстворчатая коробочка от оранжево-коричневого до пурпурного цвета с чёрными семенами.

## Распространение в природе
Родина этого растения — Тайвань.

## В культуре
Разводится как декоративное в тропических и субтропических регионах мира.